# Легислатура Небраски
Легислату́ра шта́та Небра́ска, также Уникамера́л (англ. Nebraska Legislature, The Unicameral — «Однопалатник») — законодательное собрание штата Небраска. В своём нынешнем виде парламент появился в 1937 году в результате референдума, по результатам которого нижняя палата старой легислатуры была упразднена, а её полномочия перешли к верхней, о чём всё ещё напоминает официальное именование депутатов в Небраске: «сенатор». Другими характерными чертами Уникамерала являются партийная нейтральность и рекордно малое количество депутатов. Местом заседания легислатуры является Капитолий, расположенный в городе Линкольне.

## История
Первое законодательное собрание Небраски начало свою работу в 1855 году в Омахе и пробыло там до 1867, когда территорю Небраска повысили до статуса штата. Изначально это был двухпалатный парламент (как и во всех остальных штатах), однако со временем начало расти неудовлетворение населения бюрократическими проволочками, замедлявшими принятие законов. Первые кампании по превращению легислатуры в однопалатную относятся к 1913 году, однако в тот момент успеха они не имели.
В 1931 году сенатор от Небраски в федеральном Конгрессе Джордж Норрис совершил поездку в Австралию, после чего стал ярым пропонентом идеи однопалатности в своём штате, утверждая, что двухпалатная система основывается на недемократическом примере Палаты лордов в Вестминстере, а также, что две институции, по сути дела выполняя одну и ту же функцию, лишь попусту растрачивают деньги налогоплательщиков. В качестве примера он апеллировал к законодательному собранию австралийского штата Квинсленд, которое за десять лет до поездки Норриса переформатировалось из двухпалатного в однопалатное. Итогом его усилий стал конституционный референдум 1934 года, по результатам которого избиратели одобрили идею упразднения Палаты представителей Небраски с передачей её полномочий Сенату.
Выдвигалось много теорий о причинах успеха референдума, среди них: личная популярность Джорджа Норриса; желание уменьшить государственные расходы во время Великой депрессии; неудовольствие граждан результатами деятельности предпоследней двухпалатной легислатуры. Самая любопытная версия заключается в том, что поскольку по случайности вопрос о парламенте попал в избирательный бюллетень в то же время, как и вопрос о легализации тотализатора на скачках, избиратели голосовали положительно в обоих случаях, надеясь на то, что смена парламента поможет провести и скачки.
Иронично, что всего лишь за два года до референдума, в 1932 году, было завершено строительство Капитолия Небраски, который предусматривал два отдельных зала заседаний для двух палат старого парламента. В итоге западный зал, в котором заседала Палата представителей в течение парламентских сессий 1933 и 1935 годов, был выбран в качестве зала для нового однопалатного парламента, а восточный зал, изначально проектировавшийся под Сенат, стал местом слушаний и публичных мероприятий. В 1984 году западному залу было присвоено имя Джорджа Норриса.

## Полномочия
Уникамерал ответственен за принятие законов и согласование бюджета штата. Губернатор имеет право наложить вето на законопроект, прошедший через парламент, однако последний может преодолеть его тридцатью голосами из сорока девяти. Кроме того, легислатура имеет право тремя-пятыми голосов инициировать конституционные поправки, выносимые на народные референдумы.

## Электоральный процесс
Легислатура состоит из 49 депутатов, избирающихся по одномандатным округам на четыре года. Каждые два года переизбирается половина парламента (24 или 25 мест). Для того чтобы избраться в Уникамерал, кандидат должен достигнуть 21 года и жить в округе, откуда планирует избираться, в течение как минимум одного года. Начиная с 2000 года сенаторы ограничены двумя последовательными сроками, однако по истечении четырёх лет с достижения этого лимита разрешается избираться вновь. Официальная зарплата сенаторов составляет 12 тысяч долларов в год.
Свободные места, если таковые случаются, заполняются по назначению губернатора штата. Парламентские сессии длятся 90 рабочих дней по нечётным годам и 60 — по чётным.